# 鸨
鴇是鸨科（学名：Otididae）鸟类的通称，也是鸨形目（Otidiformes）的唯一一科，是分布于东半球的大型长腿陆禽，经常出现在干燥而开阔的大草原。

## 分类
在传统形态学的鸟类分类系统中，本科被归类于鹤形目，但随着遗传分子学的研究发展，已知本科与鸽类、杜鹃类等的关系更亲近，而鹤形目则与雀类关系更近。于是，分类学者将本科独立成立鸨形目。鸨形目的姐妹群是鹃形目（Cuculiformes），两者可与蕉鹃目（Musophagiformes）组成单系群鸨形总目（Otidimorphae），然后再与鸽形总目（Columbimorphae）组成鸽鸨类（Columbaves），成为新鸟类（Neoaves）的三个演化支之一。

## 习性
鸨普遍上为杂食性鸟类，主要以種子和無脊椎動物為食。牠們通常在地面筑巢，因此蛋和雛鳥經常受捕食者威脅。鴇的腿強壯，腳趾大，覓食時來回走動。相比起飛行，牠們大多偏好在地面行走或跑動。牠們的翅膀長而闊，翼尖呈「手指」狀，在飛行時呈現顯眼的花紋。很多鴇有特別的求偶儀式，例如有些會鼓起喉囊或豎起花俏的羽冠。雌鴇通常在地坑產下三到五顆深色、有斑紋的卵，並獨自孵育。

## 文化
《西游记》第六回中有：“……（大圣）又变做一只花鸨，木木樗樗的，立在蓼汀之上。二郎见他变得低贱，——花鸨乃鸟中至贱至淫之物，不拘鸾、凤、鹰、鸦都与交群——故此不去拢傍，即现原身，走将去，取过弹弓拽满，一弹子把他打个龙钟。”
鸨在中国古代象征淫贱，经营妓院的人被称作老鸨。

## 分类
- 鸨属 Otis
  - 大鸨 Otis tarda
- 鹭鸨属 Ardeotis
  - 阿拉伯鸨 Ardeotis arabs
  - 灰颈鹭鸨 Ardeotis kori
  - 黑冠鹭鸨 Ardeotis nigriceps
  - 澳洲鸨 Ardeotis australis
- 波斑鸨属 Chlamydotis
  - 翎颌鸨 Chlamydotis undulata
  - 波斑鸨 Chlamydotis macqueenii
- 黑冠鸨属 Neotis
  - 黑头鸨 Neotis ludwigii
  - 黑冠鸨 Neotis denhami
  - 黑脸鸨 Neotis heuglinii
  - 棕顶鸨 Neotis nuba
- 蓝鸨属 Eupodotis
  - 白腹鸨 Eupodotis senegalensis
  - 蓝鸨 Eupodotis caerulescens
  - 卡茹鸨 Eupodotis vigorsii
  - 汝氏鸨 Eupodotis rueppellii
  - 小褐鸨 Eupodotis humilis
- 冠鸨属 Lophotis
  - 萨氏冠鸨 Lophotis savilei
  - 软冠鸨 Lophotis gindiana
  - 红冠鸨 Lophotis ruficrista
- 黑鸨属 Afrotis
  - 黑鸨 Afrotis afra
  - 白羽鸨 Afrotis afraoides
- 黑腹鸨属 Lissotis
  - 黑腹鸨 Lissotis melanogaster
  - 哈氏鸨 Lissotis hartlaubii
- 孟加拉鸨属 Houbaropsis
  - 孟加拉鸨 Houbaropsis bengalensis
- 姬鸨属 Sypheotides
  - 姬鸨 Sypheotides indica
- 小鸨属 Tetrax
  - 小鸨 Tetrax tetrax

## 保育狀況
除被列入附录Ⅰ的所有种，其他种被列為《瀕危野生動植物種國際貿易公約》附錄二的物種，被限制出口及貿易。

## 延伸阅读
[在维基数据编辑]
 《欽定古今圖書集成·博物彙編·禽蟲典·鴇部》，出自陈梦雷《古今圖書集成》